# Limnephilus samoedus
Limnephilus samoedus is een schietmot uit de familie Limnephilidae. De soort komt voor in het Oriëntaals, Nearctisch en Palearctisch gebied.